# Conacul Macca
Conacul Macca este o clădire din Miroși, Argeș, situată pe suprafața moșiei Macca din Miroși, aflată odinioară în județul Teleorman, și ulterior în Argeș. Moșia a fost transmisă pe linie maternă în familia Bălăceanu și, ulterior, a ajuns în posesia Elenei Bălăceanu Caribolu Macca.
Moșia Elenei Macca din Miroși reprezintă un exemplu de proprietate rurală românească din secolul al XIX-lea. Investițiile semnificative ale Elenei Macca și ale soțului său, colonelul Petre Macca, au transformat moșia într-un complex modern și elegant. Cercetările recente au scos la iveală detalii interesante despre istoria moșiei, despre viața de zi cu zi a proprietarilor și despre modul în care au fost amenajate grădinile.
În jurul anului 1886, au avut loc modernizări semnificative ale moșiei. A fost construit un nou conac, după planurile arhitectului italian Giovanni Linossi, care a lucrat și la Gara din Miroși. Conacul avea parter și etaj și prezenta elemente clasicizante. Pe lângă conac, moșia includea și alte clădiri precum: pătule, casa arendașului, hanuri, grajduri, magazii și sere.
Un aspect interesant al moșiei îl reprezintă grădinile. Elena Macca a angajat un grădinar specializat, Michael Stier, care avea sarcina de a întreține florile, pomii fructiferi, via și de a amenaja parcul. Stier era un specialist în domeniu, cu experiență în horticultură și peisagistică.